# Odontomachus haematodus
Odontomachus haematodus är en myrart som först beskrevs av Carl von Linné 1758.  Odontomachus haematodus ingår i släktet Odontomachus och familjen myror. Inga underarter finns listade i Catalogue of Life.

## Bildgalleri

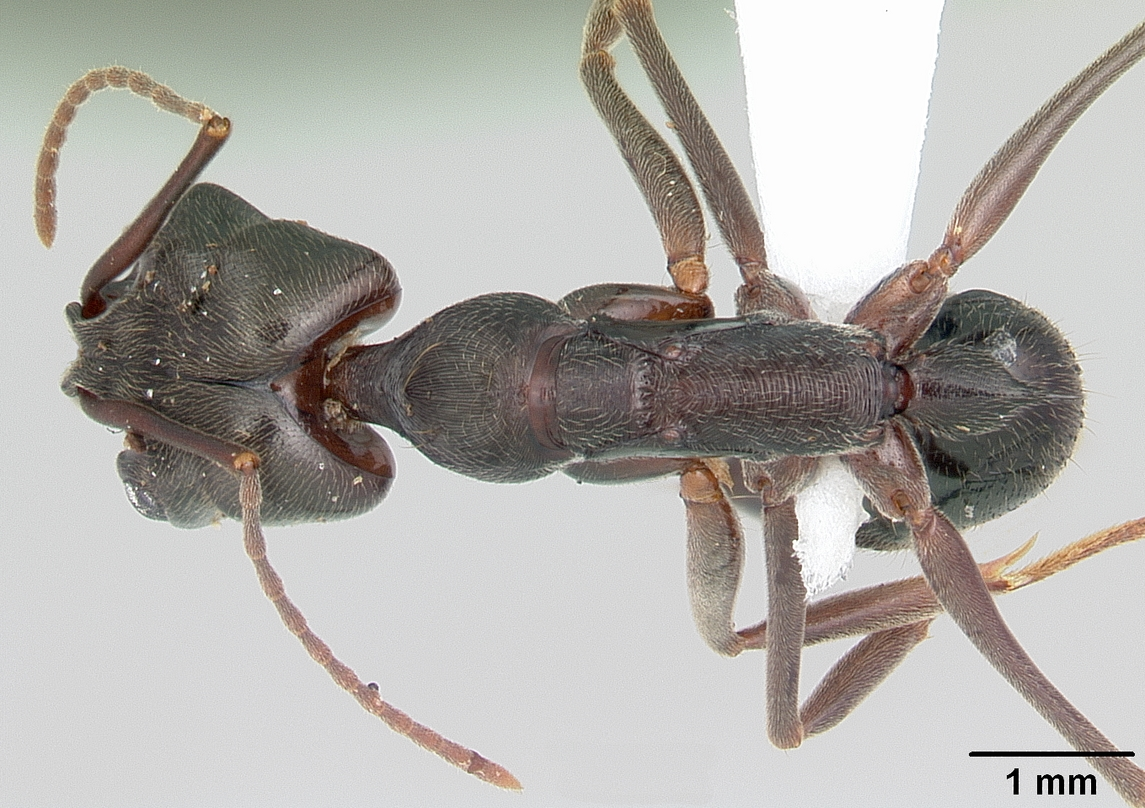
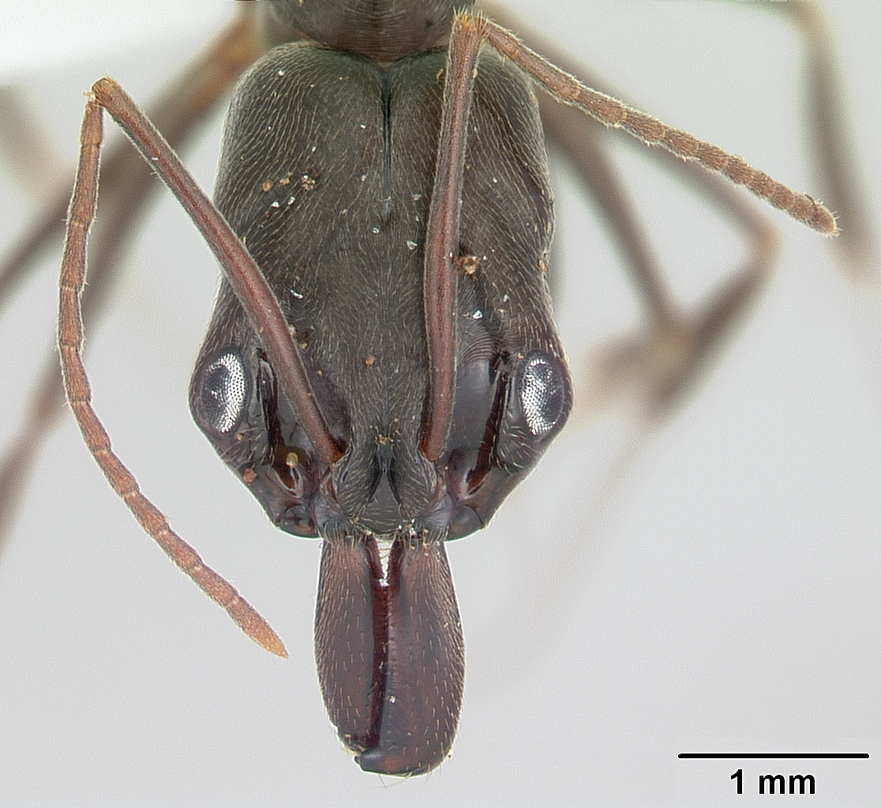
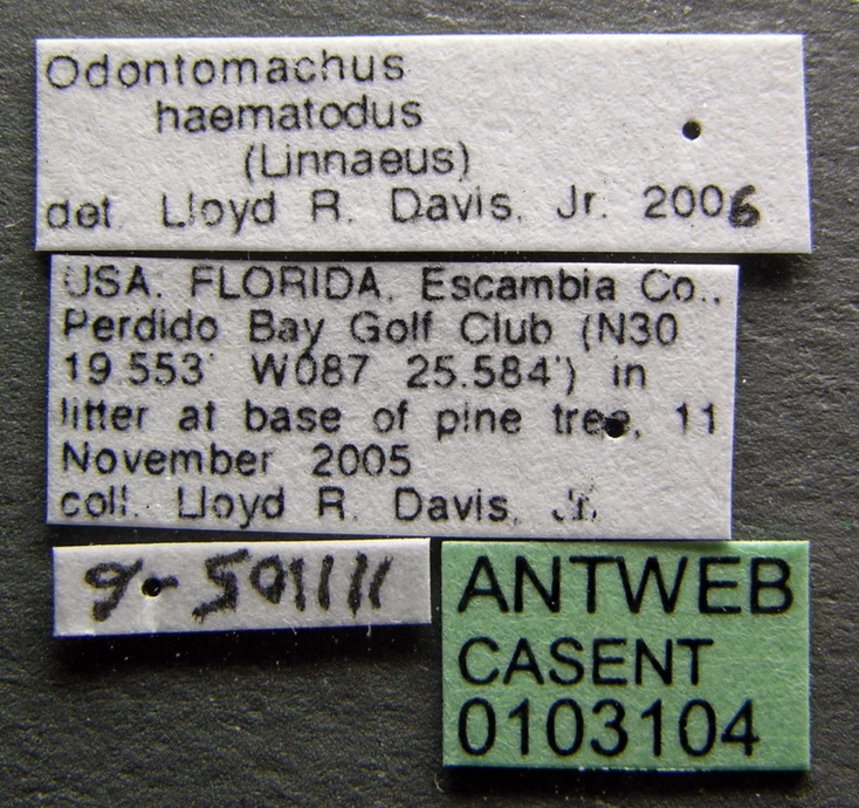
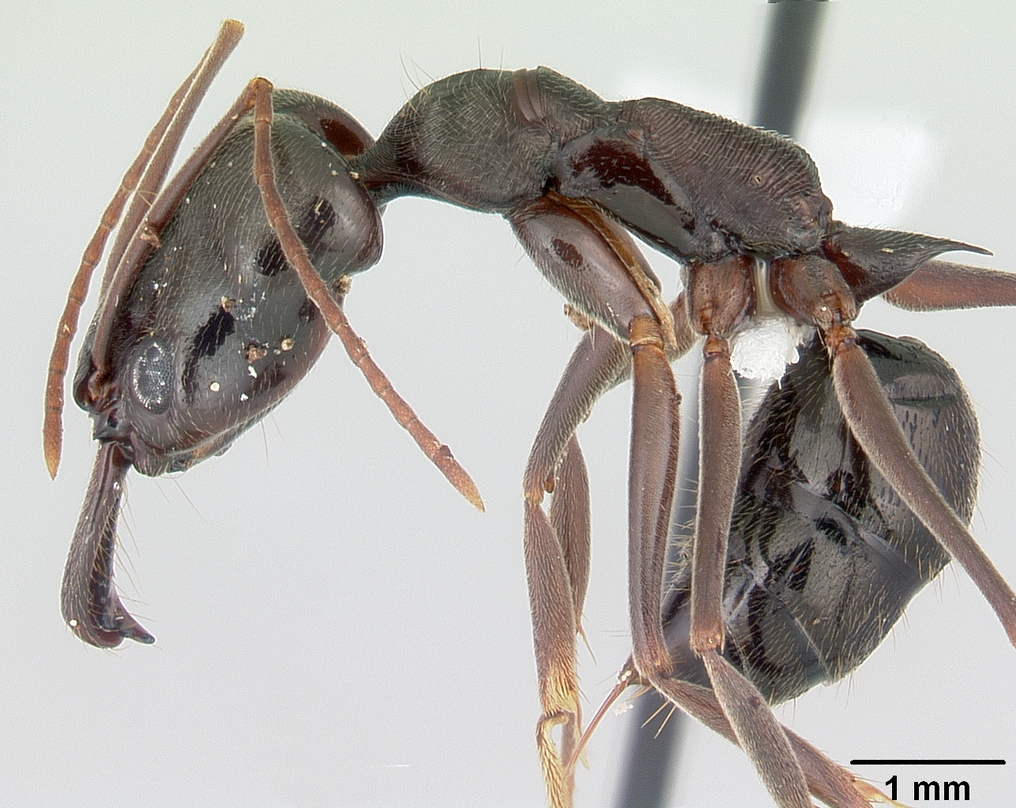
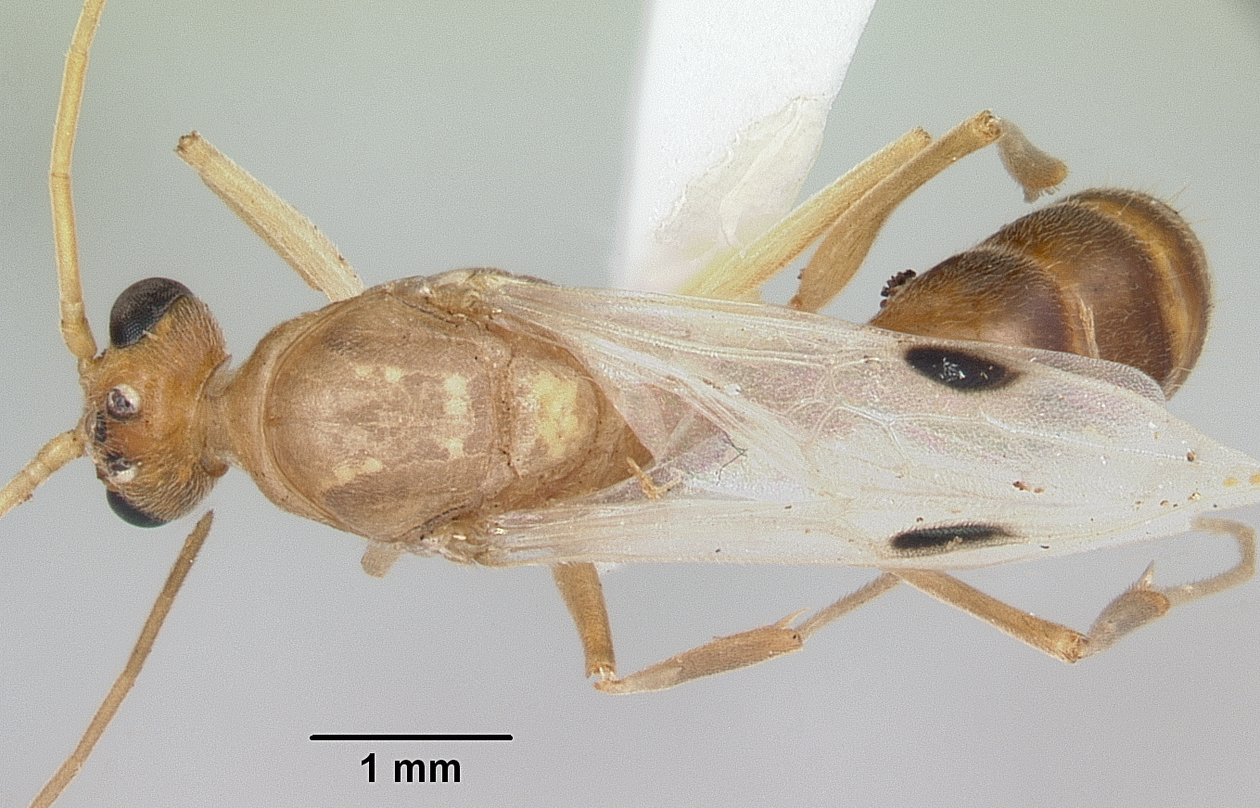
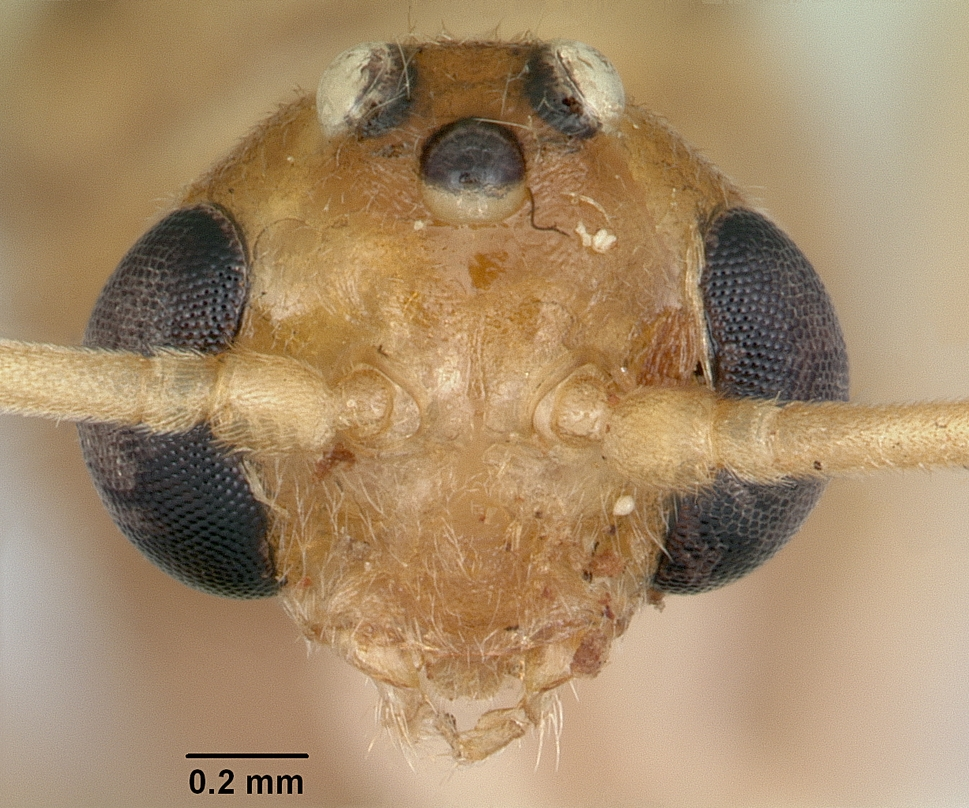